# Čizburger
Čizburger (od engl. cheeseburger) vrsta je hamburgera koji sadrži sir. Njegovo ime je nastalo spajanjem riječi cheese (sir) i hamburger odnosno burger. U pripremi čizburgera, sir se izreže i doda pri kraju prženja da se istopi. U restoranima brze hrane, u čizburger se najčešće dodaje obični američki sir — u mnogim varijantama. Uz to, popularni izbori su mocarela, gorgonzola, peper džek ili čedar.

## Istorija
Čizburgeri su nastali odvojeno u različitim regijama svijeta. Na primjer, restoran Kaelin u Luivilu (Kentaki) tvrdi da je 1934. godine izmislio čizburger. Godinu kasnije, Luis Balast iz Denvera (Kolorado) dobio je prava na robnu marku cheeseburger.
Tvrdilo se i da je Lionel Sternberger stvorio čizburger u Pasadeni (Kalifornija) između 1924. i 1926. godine. Takođe, postoji i rasprava o imenu restorana i tačnoj godini stvaranja. Kad je 1964. godine Sternberger preminuo, magazin Tajm je 7. februara 1964. godine pisao o raspravi.

## Podvrste
Džusi Lusi (engl. Jucy Lucy) jedna je od podvrsta čizburgera, izmišljena u Mineapolisu (Minesota); u njoj se sir stavlja u meso i peče dok ne istopi. Čizburger može da ima više pljeskavica i sira, a u suštini treba da je samo sa sirom. Dva komada pljeskavice i sira čine dupli čizburger; tri komada — trostruki čizburger. Više od tri komada ne koriste se u restoranima.